# Jack Kennedy (cầu thủ bóng đá, sinh năm 1906)
Jack Kennedy (1906 – sau năm 1932) là một cầu thủ bóng đá người Anh thi đấu ở vị trí tiền đạo cho Blyth Spartans, Sheffield United, Tranmere Rovers, Exeter City và Torquay United.